# Jalkapallon suomenmestaruuskilpailut 1922
La Jalkapallon suomenmestaruuskilpailut 1922 fu la quattordicesima edizione del campionato finlandese di calcio. Fu giocato in un formato di coppa e vide la vittoria dell'HPS per la seconda edizione consecutiva.

## Semifinali
|                 | Risultati |     | Luogo e data |
| --------------- | --------- | --- | ------------ |
| Viipurin Reipas | 6-2       | HJK |              |
| Vasama Vaasa    | 1-4       | HPS |              |
|                 |           |     |              |

## Finale
|     | Risultati |                 | Luogo e data |
| --- | --------- | --------------- | ------------ |
| HPS | 4-2       | Viipurin Reipas |              |
|     |           |                 |              |